# Quatrième district congressionnel de Pennsylvanie
Le 4e district congressionnel de Pennsylvanie, à compter du 3 janvier 2023, englobe la majorité du comté de Montgomery et la majeure partie du comté de Berks au nord-est de Reading, dans le sud-est de la Pennsylvanie. Au cours du cycle de redécoupage de 2020, le district de Pennsylvanie s'est poussé vers le nord, plus loin dans le comté de Berks, à compter des élections de 2022. La zone est représentée par la Démocrate Madeleine Dean depuis 2019.

## Histoire
De 2003 à 2013, le district comprenait la banlieue de Pittsburgh ainsi que le comté de Beaver, le comté de Lawrence et le comté de Mercer. Le district avait un léger avantage en matière d'inscription démocrate, même s'il avait voté pour les Républicains lors de plusieurs élections fédérales au cours de la décennie 2000, notamment pour le président George W. Bush en 2000 et 2004, ainsi que pour Lynn Swann comme gouverneur en 2006. Le district était une chaîne de banlieues majoritairement blanches et de classe moyenne. Plum et Murrysville, deux grands arrondissements principalement résidentiels, sont les principales villes de la partie suburbaine du district qui se trouve à l'est de la ville. Sont également incluses les nombreuses zones suburbaines qui composent le nord du comté d'Allegheny et le sud du comté de Butler, en Pennsylvanie, y compris les plus grandes communautés de McCandless et Franklin Park, ainsi que plusieurs banlieues exclusives qui ont longtemps abrité la vieille élite financière de Pittsburgh, y compris Fox Chapel et Sewickley. Les banlieues nord avaient une population électorale généralement modérée, à tendance démocrate mais qui constitue un vote décisif, en particulier dans les courses aux élections nationales. Plus au nord, le quartier prend un autre caractère. Les zones suburbaines du comté de Beaver sont un peu moins riches et étaient fortement démocrates travaillistes. Les régions du comté de Lawrence et du comté de Mercer avaient une atmosphère plus rurale, mais possédaient également un centre syndical démocrate au sein de la ville de New Castle.
Ce district a radicalement changé lorsque les nouveaux districts de Pennsylvanie sont entrés en vigueur le 3 janvier 2013. En raison d'une croissance démographique plus lente que celle de la nation dans son ensemble, la Pennsylvanie a perdu un siège au Congrès lors de la redistribution à la suite du recensement des États-Unis de 2010, et ce siège a été effectivement éliminé. La majeure partie du 4e district a été fusionnée en un 12e district redessiné, et l'ancien 19e district a été rebaptisé 4e. Ainsi de 2013 à 2018, le 4e district était situé dans le centre-sud de la Pennsylvanie et comprenait la totalité des comtés d'Adams et de York, ainsi qu'une partie des comtés de Cumberland et de Dauphin. Pendant cette période, le district était représenté par le Républicain Scott Perry.
La Cour suprême de Pennsylvanie a redessiné les districts du Congrès de l'État en février 2018 après avoir jugé la carte précédente inconstitutionnelle en raison du gerrymandering. Le 4e district a été reconfiguré en zone à tendance démocrate au nord-ouest de Philadelphie pour les élections de 2018 et la représentation par la suite. Géographiquement, c'est le successeur de l'ancien 13e district, représenté à l'époque par le Démocrate Brendan Boyle. Boyle, cependant, a choisi de se présenter dans le 2e district voisin, le successeur géographique du 1er district, représenté par le Représentant sortant Bob Brady. La majeure partie de la représentation de Perry, y compris York et Harrisburg, est devenue partie intégrante d'un 10e district redessiné. Gettysburg et le comté d'Adams ont rejoint un nouveau 13e district fortement républicain, qui était le successeur de l'ancien 9e district du Représentant sortant Bill Shuster. Les zones au sud et à l'est de York ont rejoint Lancaster dans un 11e district redessiné et fortement républicain, successeur du 16e district du Républicain Lloyd Smucker.

## Historique de vote
| Année | Poste      | Résultats                 |
| ----- | ---------- | ------------------------- |
| 2020  | Président  | Biden 62,0 % – 37,0 %     |
| 2022  | Gouverneur | Shapiro 66,0 % – 32,0 %   |
| 2022  | Sénat      | Fetterman 60,0 % – 38,0 % |

## Liste des Représentants du district
Le district fut organisé depuis le district at-large en 1791.

### 1791 - 1793: Un siège
| Membre                          | Parti               | Années                    | Congrès | Histoire électorale                                                                              |
| ------------------------------- | ------------------- | ------------------------- | ------- | ------------------------------------------------------------------------------------------------ |
| District établit le 4 mars 1791 |                     |                           |         |                                                                                                  |
| Daniel Hiester (en)             | Anti-Administration | 4 mars 1791 - 3 mars 1793 | 2e      | Redécoupage depuis le district at-large et réélu en 1791. Redécoupage vers le district at-large. |

### 1795 - 1843: Un, deux, puis trois sièges
Le district fut créé en 1795 avec deux sièges depuis le district at-large. Le second siège fut retiré en 1813. Il fut restauré en 1823 en plus d'un troisième siège.
| 4e  | 4 mars 1795 - 3 mars 1797         | Samuel Sitgreaves      | Fédéraliste           | Élu en 1794. Réélu en 1796. Démissionne. | John Richards (en)                 | Républicain-Démocrate              | Élu en 1794. Perd sa réélection.                                                                                               | Pas de troisième siège jusqu'à 1823 | Pas de troisième siège jusqu'à 1823 | Pas de troisième siège jusqu'à 1823                 |
| 5e  | 4 mars 1797 - 29 août 1798        | Samuel Sitgreaves      | Fédéraliste           | Élu en 1794. Réélu en 1796. Démissionne. | John Chapman (en)                  | Fédéraliste                        | Élu en 1796. Perd sa réélection.                                                                                               | Pas de troisième siège jusqu'à 1823 | Pas de troisième siège jusqu'à 1823 | Pas de troisième siège jusqu'à 1823                 |
| 5e  | 29 août 1798 - 4 décembre 1798    | Vacant                 | Vacant                | Vacant | John Chapman (en)                  | Fédéraliste                        | Élu en 1796. Perd sa réélection.                                                                                               | Pas de troisième siège jusqu'à 1823 | Pas de troisième siège jusqu'à 1823 | Pas de troisième siège jusqu'à 1823                 |
| 5e  | 4 décembre 1798 - 3 mars 1799     | Robert Brown (en)      | Républicain-Démocrate | Élu le 9 octobre 1798 pour terminer le mandat de Sitgreaves et intronisé le 4 décembre 1798. Également élu le 9 octobre 1798 pour un autre mandat. Réélu en 1800. Redécoupage vers le 2e district. | John Chapman (en)                  | Fédéraliste                        | Élu en 1796. Perd sa réélection.                                                                                               | Pas de troisième siège jusqu'à 1823 | Pas de troisième siège jusqu'à 1823 | Pas de troisième siège jusqu'à 1823                 |
| 6e  | 4 mars 1799 - 3 mars 1801         | Robert Brown (en)      | Républicain-Démocrate | Élu le 9 octobre 1798 pour terminer le mandat de Sitgreaves et intronisé le 4 décembre 1798. Également élu le 9 octobre 1798 pour un autre mandat. Réélu en 1800. Redécoupage vers le 2e district. | Peter Muhlenberg                   | Républicain-Démocrate              | Élu en 1798. Réélu en 1800 mais décline le siège lorsqu'élu Sénateur des États-Unis.                                           | Pas de troisième siège jusqu'à 1823 | Pas de troisième siège jusqu'à 1823 | Pas de troisième siège jusqu'à 1823                 |
| 7e  | 4 mars 1801 - 7 décembre 1801     | Robert Brown (en)      | Républicain-Démocrate | Élu le 9 octobre 1798 pour terminer le mandat de Sitgreaves et intronisé le 4 décembre 1798. Également élu le 9 octobre 1798 pour un autre mandat. Réélu en 1800. Redécoupage vers le 2e district. | Vacant                             | Vacant                             | Vacant | Pas de troisième siège jusqu'à 1823 | Pas de troisième siège jusqu'à 1823 | Pas de troisième siège jusqu'à 1823                 |
| 7e  | 7 décembre 1801 - 3 mars 1803     | Robert Brown (en)      | Républicain-Démocrate | Élu le 9 octobre 1798 pour terminer le mandat de Sitgreaves et intronisé le 4 décembre 1798. Également élu le 9 octobre 1798 pour un autre mandat. Réélu en 1800. Redécoupage vers le 2e district. | Isaac Van Horne (en)               | Républicain-Démocrate              | Élu le 13 octobre 1801 pour terminer le mandat de Muhlenberg et intronisé le 7 décembre 1801. Redécoupage vers le 2e district. | Pas de troisième siège jusqu'à 1823 | Pas de troisième siège jusqu'à 1823 | Pas de troisième siège jusqu'à 1823                 |
| 8e  | 4 mars 1803 - 3 mars 1805         | John A. Hanna (en)     | Républicain-Démocrate | Redécoupage depuis le 6e district et réélu en 1802. Décès. | David Bard (en)                    | Républicain-Démocrate              | Élu en 1802. Réélu en 1804. Réélu en 1806. Réélu en 1808. Réélu en 1810. Redécoupage vers le 9e district.                      | Pas de troisième siège jusqu'à 1823 | Pas de troisième siège jusqu'à 1823 | Pas de troisième siège jusqu'à 1823                 |
| 9e  | 4 mars 1805 - 23 juillet 1805     | John A. Hanna (en)     | Républicain-Démocrate | Redécoupage depuis le 6e district et réélu en 1802. Décès. | David Bard (en)                    | Républicain-Démocrate              | Élu en 1802. Réélu en 1804. Réélu en 1806. Réélu en 1808. Réélu en 1810. Redécoupage vers le 9e district.                      | Pas de troisième siège jusqu'à 1823 | Pas de troisième siège jusqu'à 1823 | Pas de troisième siège jusqu'à 1823                 |
| 9e  | 23 juillet 1805 - 2 décembre 1805 | Vacant                 | Vacant                | Vacant | David Bard (en)                    | Républicain-Démocrate              | Élu en 1802. Réélu en 1804. Réélu en 1806. Réélu en 1808. Réélu en 1810. Redécoupage vers le 9e district.                      | Pas de troisième siège jusqu'à 1823 | Pas de troisième siège jusqu'à 1823 | Pas de troisième siège jusqu'à 1823                 |
| 9e  | 2 décembre 1805 - 3 mars 1807     | Robert Whitehill (en)  | Républicain-Démocrate | Élu le 8 octobre 1805 pour terminer le mandat de Hanna et intronisé le 2 décembre 1805. Réélu en 1806. Réélu en 1808. Réélu en 1810. Redécoupage vers le 5e district.                              | David Bard (en)                    | Républicain-Démocrate              | Élu en 1802. Réélu en 1804. Réélu en 1806. Réélu en 1808. Réélu en 1810. Redécoupage vers le 9e district.                      | Pas de troisième siège jusqu'à 1823 | Pas de troisième siège jusqu'à 1823 | Pas de troisième siège jusqu'à 1823                 |
| 10e | 4 mars 1807 - 3 mars 1809         | Robert Whitehill (en)  | Républicain-Démocrate | Élu le 8 octobre 1805 pour terminer le mandat de Hanna et intronisé le 2 décembre 1805. Réélu en 1806. Réélu en 1808. Réélu en 1810. Redécoupage vers le 5e district.                              | David Bard (en)                    | Républicain-Démocrate              | Élu en 1802. Réélu en 1804. Réélu en 1806. Réélu en 1808. Réélu en 1810. Redécoupage vers le 9e district.                      | Pas de troisième siège jusqu'à 1823 | Pas de troisième siège jusqu'à 1823 | Pas de troisième siège jusqu'à 1823                 |
| 11e | 4 mars 1809 - 3 mars 1811         | Robert Whitehill (en)  | Républicain-Démocrate | Élu le 8 octobre 1805 pour terminer le mandat de Hanna et intronisé le 2 décembre 1805. Réélu en 1806. Réélu en 1808. Réélu en 1810. Redécoupage vers le 5e district.                              | David Bard (en)                    | Républicain-Démocrate              | Élu en 1802. Réélu en 1804. Réélu en 1806. Réélu en 1808. Réélu en 1810. Redécoupage vers le 9e district.                      | Pas de troisième siège jusqu'à 1823 | Pas de troisième siège jusqu'à 1823 | Pas de troisième siège jusqu'à 1823                 |
| 12e | 4 mars 1811 - 3 mars 1813         | Robert Whitehill (en)  | Républicain-Démocrate | Élu le 8 octobre 1805 pour terminer le mandat de Hanna et intronisé le 2 décembre 1805. Réélu en 1806. Réélu en 1808. Réélu en 1810. Redécoupage vers le 5e district.                              | David Bard (en)                    | Républicain-Démocrate              | Élu en 1802. Réélu en 1804. Réélu en 1806. Réélu en 1808. Réélu en 1810. Redécoupage vers le 9e district.                      | Pas de troisième siège jusqu'à 1823 | Pas de troisième siège jusqu'à 1823 | Pas de troisième siège jusqu'à 1823                 |
| 13e | 4 mars 1813 - 3 mars 1815         | Hugh Glasgow (en)      | Républicain-Démocrate | Élu en 1812. Réélu en 1814. Retrait. | Pas de second siège de 1813 à 1823 | Pas de second siège de 1813 à 1823 | Pas de second siège de 1813 à 1823                                                                                             | Pas de troisième siège jusqu'à 1823 | Pas de troisième siège jusqu'à 1823 | Pas de troisième siège jusqu'à 1823                 |
| 14e | 4 mars 1815 - 3 mars 1817         | Hugh Glasgow (en)      | Républicain-Démocrate | Élu en 1812. Réélu en 1814. Retrait. | Pas de second siège de 1813 à 1823 | Pas de second siège de 1813 à 1823 | Pas de second siège de 1813 à 1823                                                                                             | Pas de troisième siège jusqu'à 1823 | Pas de troisième siège jusqu'à 1823 | Pas de troisième siège jusqu'à 1823                 |
| 15e | 4 mars 1817 - 20 avril 1818       | Jacob Spangler (en)    | Républicain-Démocrate | Élu en 1816. Démissionne pour devenir Surveyor-General de Pennsylvanie. | Pas de second siège de 1813 à 1823 | Pas de second siège de 1813 à 1823 | Pas de second siège de 1813 à 1823                                                                                             | Pas de troisième siège jusqu'à 1823 | Pas de troisième siège jusqu'à 1823 | Pas de troisième siège jusqu'à 1823                 |
| 15e | 20 avril 1818 - 16 novembre 1818  | Vacant                 | Vacant                | Vacant | Pas de second siège de 1813 à 1823 | Pas de second siège de 1813 à 1823 | Pas de second siège de 1813 à 1823                                                                                             | Pas de troisième siège jusqu'à 1823 | Pas de troisième siège jusqu'à 1823 | Pas de troisième siège jusqu'à 1823                 |
| 15e | 16 novembre 1818 - 3 mars 1819    | Jacob Hostetter (en)   | Républicain-Démocrate | Élu en 1818 pour terminer le mandat de Spangler et intronisé le 16 novembre 1818 pour un autre mandat. Perd sa réélection.                                                                         | Pas de second siège de 1813 à 1823 | Pas de second siège de 1813 à 1823 | Pas de second siège de 1813 à 1823                                                                                             | Pas de troisième siège jusqu'à 1823 | Pas de troisième siège jusqu'à 1823 | Pas de troisième siège jusqu'à 1823                 |
| 16e | 4 mars 1819 - 3 mars 1821         | Jacob Hostetter (en)   | Républicain-Démocrate | Élu en 1818 pour terminer le mandat de Spangler et intronisé le 16 novembre 1818 pour un autre mandat. Perd sa réélection.                                                                         | Pas de second siège de 1813 à 1823 | Pas de second siège de 1813 à 1823 | Pas de second siège de 1813 à 1823                                                                                             | Pas de troisième siège jusqu'à 1823 | Pas de troisième siège jusqu'à 1823 | Pas de troisième siège jusqu'à 1823                 |
| 17e | 4 mars 1821 - 3 mars 1823         | James S. Mitchell (en) | Républicain-Démocrate | Élu en 1820. Redécoupage vers le 10e district. | Pas de second siège de 1813 à 1823 | Pas de second siège de 1813 à 1823 | Pas de second siège de 1813 à 1823                                                                                             | Pas de troisième siège jusqu'à 1823 | Pas de troisième siège jusqu'à 1823 | Pas de troisième siège jusqu'à 1823                 |
| 18e | 4 mars 1823 - 3 mars 1825         | James Buchanan         | Fédéraliste           | Redécoupage depuis le 3e district et réélu en 1822. Réélu en 1824. Réélu en 1826. Réélu en 1828. Retrait.                                                                                          | Samuel Edwards (en)                | Fédéraliste                        | Redécoupage depuis le 1er district et réélu en 1822. Réélu en 1824. Retrait.                                                   | Isaac Wayne (en)                    | Fédéraliste                         |                                                     |
| 19e | 4 mars 1825 - 3 mars 1827         | James Buchanan         | Jacksonien (en)       | Redécoupage depuis le 3e district et réélu en 1822. Réélu en 1824. Réélu en 1826. Réélu en 1828. Retrait.                                                                                          | Samuel Edwards (en)                | Jacksonien (en)                    | Redécoupage depuis le 1er district et réélu en 1822. Réélu en 1824. Retrait.                                                   | Charles Miner (en)                  | Jacksonien (en)                     | Élu en 1824. Réélu en 1826. Retrait.                |
| 20e | 4 mars 1827 - 3 mars 1829         | James Buchanan         | Jacksonien (en)       | Redécoupage depuis le 3e district et réélu en 1822. Réélu en 1824. Réélu en 1826. Réélu en 1828. Retrait.                                                                                          | Samuel Anderson (en)               | Jacksonien (en)                    | Élu en 1826. Retourne à la Chambre des Représentants de Pennsylvanie.                                                          | Charles Miner (en)                  | Jacksonien (en)                     | Élu en 1824. Réélu en 1826. Retrait.                |
| 21e | 4 mars 1829 - 3 mars 1931         | James Buchanan         | Jacksonien (en)       | Redécoupage depuis le 3e district et réélu en 1822. Réélu en 1824. Réélu en 1826. Réélu en 1828. Retrait.                                                                                          | George G. Leiper (en)              | Jacksonien (en)                    | Élu en 1828. Retrait. | Joshua Evans Jr. (en)               | Jacksonien (en)                     | Élu en 1828. Réélu en 1830. Retrait.                |
| 22e | 4 mars 1831 - 3 mars 1833         | William Hiester (en)   | Anti-maçonnique       | Élu en 1830. Réélu en 1832. Réélu en 1834. Retrait. | David Potts Jr. (en)               | Anti-maçonnique                    | Élu en 1830. Réélu en 1832. Réélu en 1834. Réélu en 1836. Retrait.                                                             | Joshua Evans Jr. (en)               | Jacksonien (en)                     | Élu en 1828. Réélu en 1830. Retrait.                |
| 23e | 4 mars 1833 - 3 mars 1835         | William Hiester (en)   | Anti-maçonnique       | Élu en 1830. Réélu en 1832. Réélu en 1834. Retrait. | David Potts Jr. (en)               | Anti-maçonnique                    | Élu en 1830. Réélu en 1832. Réélu en 1834. Réélu en 1836. Retrait.                                                             | Edward Darlington (en)              | Anti-maçonnique                     | Élu en 1832. Réélu en 1834. Réélu en 1836. Retrait. |
| 24e | 4 mars 1835 - 3 mars 1837         | William Hiester (en)   | Anti-maçonnique       | Élu en 1830. Réélu en 1832. Réélu en 1834. Retrait. | David Potts Jr. (en)               | Anti-maçonnique                    | Élu en 1830. Réélu en 1832. Réélu en 1834. Réélu en 1836. Retrait.                                                             | Edward Darlington (en)              | Anti-maçonnique                     | Élu en 1832. Réélu en 1834. Réélu en 1836. Retrait. |
| 25e | 4 mars 1837 - 3 mars 1839         | Edward Davies (en)     | Anti-maçonnique       | Élu en 1836. Réélu en 1838. | David Potts Jr. (en)               | Anti-maçonnique                    | Élu en 1830. Réélu en 1832. Réélu en 1834. Réélu en 1836. Retrait.                                                             | Edward Darlington (en)              | Anti-maçonnique                     | Élu en 1832. Réélu en 1834. Réélu en 1836. Retrait. |
| 26e | 4 mars 1839 - 3 mars 1841         | Edward Davies (en)     | Anti-maçonnique       | Élu en 1836. Réélu en 1838. | Francis James (en)                 | Anti-maçonnique                    | Élu en 1838. Réélu en 1840. | John Edwards (en)                   | Anti-maçonnique                     | Élu en 1838. Réélu en 1840                          |
| 27e | 4 mars 1841 - 3 mars 1843         | Jeremiah Brown (en)    | Whig                  | Élu en 1840. Redécoupage vers le 8e district. | Francis James (en)                 | Whig                               | Élu en 1838. Réélu en 1840. | John Edwards (en)                   | Whig                                | Élu en 1838. Réélu en 1840                          |

### 1843 - Présent: Un siège
| Membre                    | Parti        | Années                            | Congrès        | Histoire électorale |
| ------------------------- | ------------ | --------------------------------- | -------------- | --- |
| Charles J. Ingersoll (en) | Démocrate    | 4 mars 1843 - 3 mars 1849         | 28e - 30e      | Redécoupage depuis le 3e district et réélu en 1843. Réélu en 1844. Réélu en 1846. Retrait. |
| John Robbins (en)         | Démocrate    | 4 mars 1849 - 3 mars 1853         | 31e , 32e      | Élu en 1848. Réélu en 1850. Redécoupage vers le 3e district. |
| William H. Witte (en)     | Démocrate    | 4 mars 1853 - 3 mars 1855         | 33e            | Élu en 1852. Retrait. |
| Jacob Broom (en)          | Know Nothing | 4 mars 1855 - 3 mars 1857         | 34e            | Élu en 1854. Perd sa renomination. |
| Henry M. Phillips (en)    | Démocrate    | 4 mars 1857 - 3 mars 1859         | 35e            | Élu en 1856. Perd sa réélection. |
| William Millward          | Républicain  | 4 mars 1859 - 3 mars 1861         | 36e            | Élu en 1858. Perd sa renomination. |
| William D. Kelley         | Républicain  | 4 mars 1861 - 9 janvier 1890      | 37e - 51e      | Élu en 1860. Réélu en 1862. Réélu en 1864. Réélu en 1866. Réélu en 1868. Réélu en 1870. Réélu en 1872. Réélu en 1874. Réélu en 1876. Réélu en 1878. Réélu en 1880. Réélu en 1882. Réélu en 1884. Réélu en 1886. Réélu en 1888. Décès. |
| Vacant                    | Vacant       | 9 janvier 1890 - 16 février 1890  | 51e            | |
| John E. Reyburn (en)      | Républicain  | 18 février 1890 - 3 mars 1897     | 51e - 54e      | Élu pour terminer le mandat de Kelley. Réélu en 1890. Réélu en 1892. Réélu en 1894. Perd sa renomination. |
| James R. Young (en)       | Républicain  | 4 mars 1897 - 3 mars 1903         | 55e - 57e      | Élu en 1896. Réélu en 1898. Réélu en 1900. |
| Robert H. Foerderer (en)  | Républicain  | 4 mars 1903 - 26 juillet 1903     | 58e            | Redécoupage depuis le district at-large et réélu en 1902. Décès. |
| Vacant                    | Vacant       | 26 juillet 1903 - 3 novembre 1903 | 58e            | |
| Reuben O. Moon (en)       | Républicain  | 3 novembre 1903 - 3 mars 1913     | 58e - 62e      | Élu pour terminer le mandat de Foerderer. Réélu en 1904. Réélu en 1906. Réélu en 1908. Réélu en 1910. Perd sa renomination. |
| George W. Edmonds (en)    | Républicain  | 4 mars 1913 - 3 mars 1925         | 63e - 68e      | Élu en 1912. Réélu en 1914. Réélu en 1916. Réélu en 1918. Réélu en 1920. Réélu en 1922. Perd sa renomination. |
| Benjamin M. Golder (en)   | Républicain  | 4 mars 1925 - 3 mars 1933         | 69e - 72e      | Élu en 1924. Réélu en 1926. Réélu en 1928. Réélu en 1930. Perd sa renomination. |
| George W. Edmonds (en)    | Républicain  | 4 mars 1933 - 3 janvier 1935      | 73e            | Élu en 1932. Perd sa réélection. |
| J. Burrywood Daly (en)    | Démocrate    | 3 janvier 1935 - 12 mars 1939     | 74e - 76e      | Élu en 1934. Réélu en 1936. Réélu en 1938. Décès. |
| Vacant                    | Vacant       | 12 mars 1939 - 7 novembre 1939    | 76e            | |
| John E. Sheridan (en)     | Démocrate    | 7 novembre 1939 - 3 janvier 1947  | 76e - 79e      | Élu pour terminer le mandat de Daly. Réélu en 1940. Réélu en 1942. Réélu en 1944. Retrait. |
| Franklin J. Maloney (en)  | Républicain  | 3 janvier 1947 - 3 janvier 1949   | 80e            | Élu en 1946. Perd sa réélection. |
| Earl Chudoff (en)         | Démocrate    | 3 janvier 1949 - 5 janvier 1958   | 81e - 85e      | Élu en 1948. Réélu en 1950. Réélu en 1952. Réélu en 1954. Réélu en 1956. Démissionne pour devenir Juge de la Philadelphia Court of Common Pleas.                                                                                      |
| Vacant                    | Vacant       | 5 janvier 1958 - 20 mai 1958      | 85e            | |
| Robert N. C. Nix Sr. (en) | Démocrate    | 20 mai 1958 - 3 janvier 1963      | 85e - 87e      | Élu pour terminer le mandat de Chudoff. Réélu en 1958. Réélu en 1960. Redécoupage vers le 2e district. |
| Herman Toll (en)          | Démocrate    | 3 janvier 1963 - 3 janvier 1967   | 88e , 89e      | Redécoupage depuis le 6e district et réélu en 1962. Réélu en 1964. Retrait. |
| Joshua Eilberg (en)       | Démocrate    | 3 janvier 1967 - 3 janvier 1979   | 90e - 95e      | Élu en 1966. Réélu en 1968. Réélu en 1970. Réélu en 1972. Réélu en 1974. Réélu en 1976. Perd sa renomination. |
| Charles F. Dougherty (en) | Républicain  | 3 janvier 1979 - 3 janvier 1983   | 96e , 97e      | Élu en 1978. Réélu en 1980. Redécoupage vers le 3e district. et perd sa réélection. |
| Joseph P. Kolter (en)     | Démocrate    | 3 janvier 1983 - 3 janvier 1993   | 98e - 102e     | Élu en 1982. Réélu en 1984. Réélu en 1986. Réélu en 1988. Réélu en 1990. Perd sa renomination. |
| Ron Klink (en)            | Démocrate    | 3 janvier 1993 - 3 janvier 2001   | 103e - 106e    | Élu en 1992. Réélu en 1994. Réélu en 1996. Réélu en 1998. Retrait pour se présenter comme Sénateur des États-Unis. |
| Melissa Hart (en)         | Républicain  | 3 janvier 2001 - 3 janvier 2007   | 107e - 109e    | Élue en 2000. Réélue en 2002. Réélue en 2004. Perd sa réélection. |
| Jason Altmire (en)        | Démocrate    | 3 janvier 2007 - 3 janvier 2013   | 110e - 112e    | Élu en 2006. Réélu en 2008. Réélu en 2010. Redécoupage depuis le 12e district et perd se renomination là-bas. |
| Scott Perry               | Républicain  | 3 janvier 2013 - 3 janvier 2019   | 113e - 115e    | Élu en 2012. Réélu en 2014. Réélu en 2016. Redécoupage vers le 10e district. |
| Madeleine Dean            | Démocrate    | 3 janvier 2019 - Présent          | 116e - Présent | Élue en 2018. Réélue en 2020. Réélue en 2022. |

## Résultats des récentes élections
Voici les résultats des dix précédents cycles électoraux dans le district.

## Frontières historiques du district

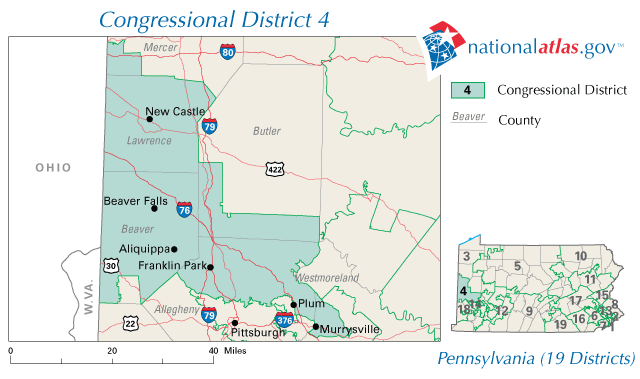
2003 - 2013

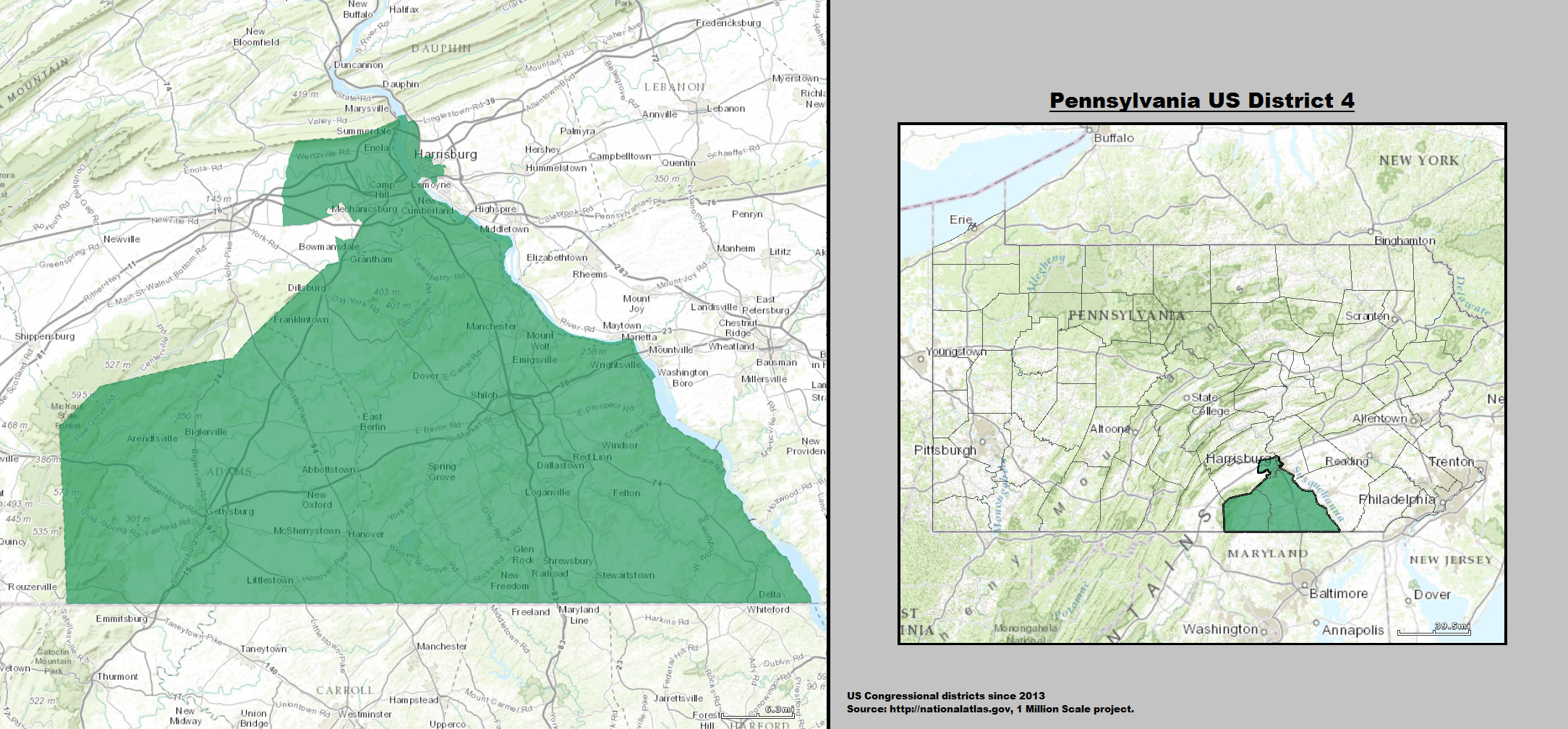
2013 - 2019

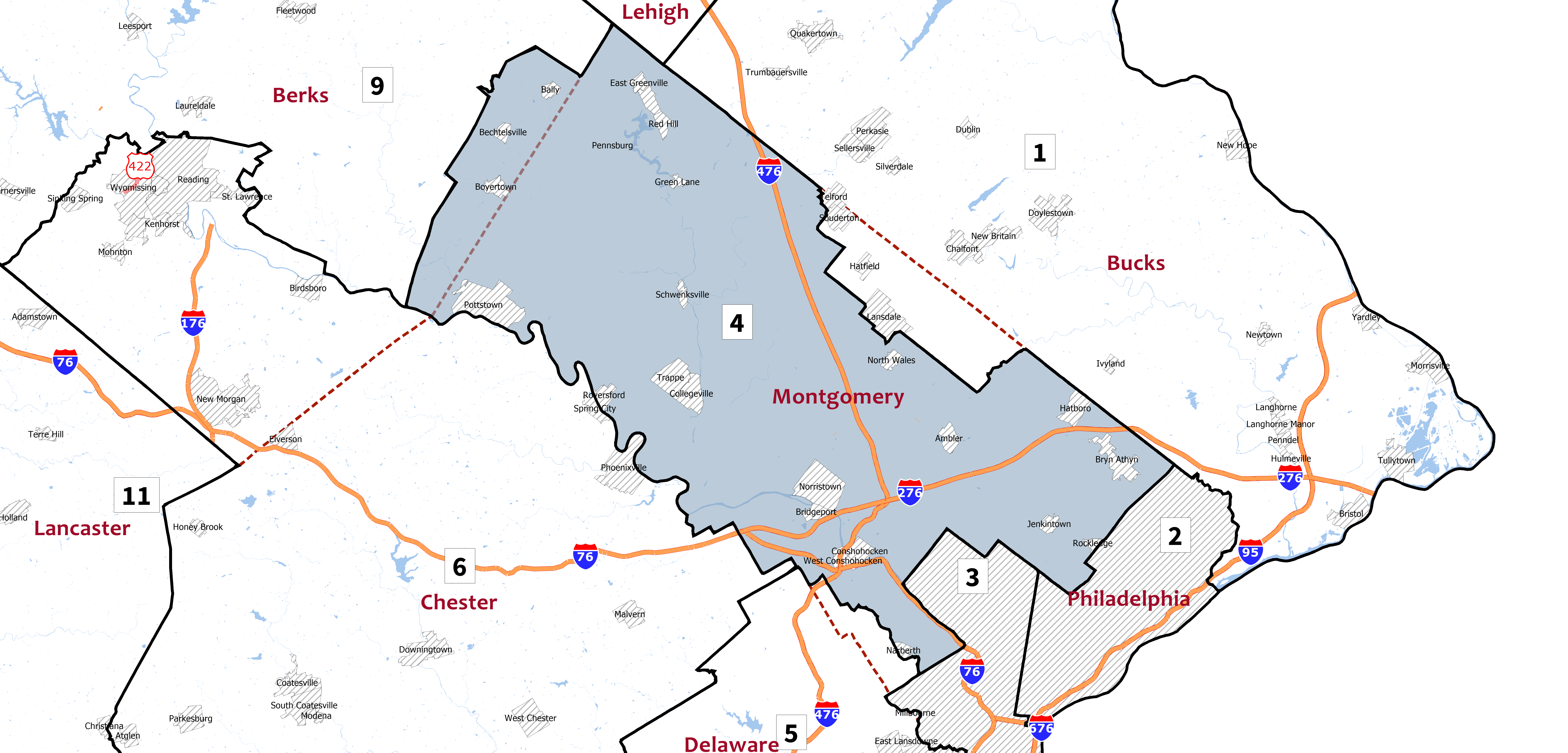
2019 - 2023

### 2004
| Élection de 2004 du 4e district congressionnel de Pennsylvanie | Élection de 2004 du 4e district congressionnel de Pennsylvanie | Élection de 2004 du 4e district congressionnel de Pennsylvanie | Élection de 2004 du 4e district congressionnel de Pennsylvanie | Élection de 2004 du 4e district congressionnel de Pennsylvanie |
| -------------------------------------------------------------- | -------------------------------------------------------------- | -------------------------------------------------------------- | -------------------------------------------------------------- | -------------------------------------------------------------- |
| Parti                                                          | Parti                                                          | Candidat                                                       | Votes                                                          | %                                                              |
|                                                                | Républicain                                                    | Melissa Hart (en) (sortante)                                   | 204 329                                                        | 63,1                                                           |
|                                                                | Démocrate                                                      | Stevan Drobac Jr.                                              | 116 303                                                        | 35,9                                                           |
|                                                                | Indépendant                                                    | Steven B. Larchuk                                              | 3 285                                                          | 1,0                                                            |
| Total des votes                                                | Total des votes                                                | Total des votes                                                | 323 917                                                        | 100 %                                                          |
|                                                                | Les Républicains conservent                                    |                                                                |                                                                |                                                                |

### 2006
| Élection de 2006 du 4e district congressionnel de Pennsylvanie | Élection de 2006 du 4e district congressionnel de Pennsylvanie | Élection de 2006 du 4e district congressionnel de Pennsylvanie | Élection de 2006 du 4e district congressionnel de Pennsylvanie | Élection de 2006 du 4e district congressionnel de Pennsylvanie |
| -------------------------------------------------------------- | -------------------------------------------------------------- | -------------------------------------------------------------- | -------------------------------------------------------------- | -------------------------------------------------------------- |
| Parti                                                          | Parti                                                          | Candidat                                                       | Votes                                                          | %                                                              |
|                                                                | Démocrate                                                      | Jason Altmire (en)                                             | 130 480                                                        | 51,92                                                          |
|                                                                | Républicain                                                    | Melissa Hart (en) (sortante)                                   | 120 822                                                        | 48,08                                                          |
| Total des votes                                                | Total des votes                                                | Total des votes                                                | 251 302                                                        | 100 %                                                          |
|                                                                | Les Démocrates prennent aux Républicains                       |                                                                |                                                                |                                                                |

### 2008
| Élection de 2008 du 4e district congressionnel de Pennsylvanie | Élection de 2008 du 4e district congressionnel de Pennsylvanie | Élection de 2008 du 4e district congressionnel de Pennsylvanie | Élection de 2008 du 4e district congressionnel de Pennsylvanie | Élection de 2008 du 4e district congressionnel de Pennsylvanie |
| -------------------------------------------------------------- | -------------------------------------------------------------- | -------------------------------------------------------------- | -------------------------------------------------------------- | -------------------------------------------------------------- |
| Parti                                                          | Parti                                                          | Candidat                                                       | Votes                                                          | %                                                              |
|                                                                | Démocrate                                                      | Jason Altmire (en)                                             | 186 536                                                        | 55,9                                                           |
|                                                                | Républicain                                                    | Melissa Hart (en)                                              | 147 411                                                        | 44,1                                                           |
| Total des votes                                                | Total des votes                                                | Total des votes                                                | 333 947                                                        | 100 %                                                          |
|                                                                | Les Démocrates conservent                                      |                                                                |                                                                |                                                                |

### 2010
| Élection de 2010 du 4e district congressionnel de Pennsylvanie | Élection de 2010 du 4e district congressionnel de Pennsylvanie | Élection de 2010 du 4e district congressionnel de Pennsylvanie | Élection de 2010 du 4e district congressionnel de Pennsylvanie | Élection de 2010 du 4e district congressionnel de Pennsylvanie |
| -------------------------------------------------------------- | -------------------------------------------------------------- | -------------------------------------------------------------- | -------------------------------------------------------------- | -------------------------------------------------------------- |
| Parti                                                          | Parti                                                          | Candidat                                                       | Votes                                                          | %                                                              |
|                                                                | Démocrate                                                      | Jason Altmire (en)                                             | 120 827                                                        | 50,8                                                           |
|                                                                | Républicain                                                    | Keith Rothfus                                                  | 116 958                                                        | 49,2                                                           |
| Total des votes                                                | Total des votes                                                | Total des votes                                                | 237 785                                                        | 100 %                                                          |
|                                                                | Les Démocrates conservent                                      |                                                                |                                                                |                                                                |

### 2012
| Élection de 2012 du 4e district congressionnel de Pennsylvanie | Élection de 2012 du 4e district congressionnel de Pennsylvanie | Élection de 2012 du 4e district congressionnel de Pennsylvanie | Élection de 2012 du 4e district congressionnel de Pennsylvanie | Élection de 2012 du 4e district congressionnel de Pennsylvanie |
| -------------------------------------------------------------- | -------------------------------------------------------------- | -------------------------------------------------------------- | -------------------------------------------------------------- | -------------------------------------------------------------- |
| Parti                                                          | Parti                                                          | Candidat                                                       | Votes                                                          | %                                                              |
|                                                                | Républicain                                                    | Scott Perry                                                    | 181 603                                                        | 59,7                                                           |
|                                                                | Démocrate                                                      | Harry Perkinson                                                | 104 643                                                        | 34,4                                                           |
|                                                                | Indépendant                                                    | Wayne Wolff                                                    | 11 524                                                         | 3,8                                                            |
|                                                                | Libertarien                                                    | Mike Koffenberger                                              | 6 210                                                          | 2,0                                                            |
| Total des votes                                                | Total des votes                                                | Total des votes                                                | 303 980                                                        | 100 %                                                          |
|                                                                | Les Républicains prennent aux Démocrates                       |                                                                |                                                                |                                                                |

### 2014
| Élection de 2014 du 4e district congressionnel de Pennsylvanie | Élection de 2014 du 4e district congressionnel de Pennsylvanie | Élection de 2014 du 4e district congressionnel de Pennsylvanie | Élection de 2014 du 4e district congressionnel de Pennsylvanie | Élection de 2014 du 4e district congressionnel de Pennsylvanie |
| -------------------------------------------------------------- | -------------------------------------------------------------- | -------------------------------------------------------------- | -------------------------------------------------------------- | -------------------------------------------------------------- |
| Parti                                                          | Parti                                                          | Candidat                                                       | Votes                                                          | %                                                              |
|                                                                | Républicain                                                    | Scott Perry (sortant)                                          | 147 090                                                        | 74,5                                                           |
|                                                                | Démocrate                                                      | Linda Deliah Thompson                                          | 50 250                                                         | 25,5                                                           |
| Total des votes                                                | Total des votes                                                | Total des votes                                                | 197 340                                                        | 100 %                                                          |
|                                                                | Les Républicains conservent                                    |                                                                |                                                                |                                                                |

### 2016
| Élection de 2016 du 4e district congressionnel de Pennsylvanie | Élection de 2016 du 4e district congressionnel de Pennsylvanie | Élection de 2016 du 4e district congressionnel de Pennsylvanie | Élection de 2016 du 4e district congressionnel de Pennsylvanie | Élection de 2016 du 4e district congressionnel de Pennsylvanie |
| -------------------------------------------------------------- | -------------------------------------------------------------- | -------------------------------------------------------------- | -------------------------------------------------------------- | -------------------------------------------------------------- |
| Parti                                                          | Parti                                                          | Candidat                                                       | Votes                                                          | %                                                              |
|                                                                | Républicain                                                    | Scott Perry (sortant)                                          | 220 628                                                        | 66,1                                                           |
|                                                                | Démocrate                                                      | Joshua Burkholder                                              | 113 372                                                        | 33,9                                                           |
| Total des votes                                                | Total des votes                                                | Total des votes                                                | 334 000                                                        | 100 %                                                          |
|                                                                | Les Républicains conservent                                    |                                                                |                                                                |                                                                |

### 2018
| Élection de 2018 du 4e district congressionnel de Pennsylvanie | Élection de 2018 du 4e district congressionnel de Pennsylvanie | Élection de 2018 du 4e district congressionnel de Pennsylvanie | Élection de 2018 du 4e district congressionnel de Pennsylvanie | Élection de 2018 du 4e district congressionnel de Pennsylvanie |
| -------------------------------------------------------------- | -------------------------------------------------------------- | -------------------------------------------------------------- | -------------------------------------------------------------- | -------------------------------------------------------------- |
| Parti                                                          | Parti                                                          | Candidat                                                       | Votes                                                          | %                                                              |
|                                                                | Démocrate                                                      | Madeleine Dean                                                 | 211 524                                                        | 63,5                                                           |
|                                                                | Républicain                                                    | Dan David                                                      | 121 467                                                        | 36,5                                                           |
| Total des votes                                                | Total des votes                                                | Total des votes                                                | 332 991                                                        | 100 %                                                          |
|                                                                | Les Démocrates prennent aux Républicains                       |                                                                |                                                                |                                                                |

### 2020
| Élection de 2020 du 4e district congressionnel de Pennsylvanie | Élection de 2020 du 4e district congressionnel de Pennsylvanie | Élection de 2020 du 4e district congressionnel de Pennsylvanie | Élection de 2020 du 4e district congressionnel de Pennsylvanie | Élection de 2020 du 4e district congressionnel de Pennsylvanie |
| -------------------------------------------------------------- | -------------------------------------------------------------- | -------------------------------------------------------------- | -------------------------------------------------------------- | -------------------------------------------------------------- |
| Parti                                                          | Parti                                                          | Candidat                                                       | Votes                                                          | %                                                              |
|                                                                | Démocrate                                                      | Madeleine Dean (sortante)                                      | 264 637                                                        | 59,5                                                           |
|                                                                | Républicain                                                    | Kathy Barnette                                                 | 179 926                                                        | 40,5                                                           |
|                                                                | Indépendant                                                    | Joe Tarshish (write-in)                                        | 0                                                              | 0,0                                                            |
| Total des votes                                                | Total des votes                                                | Total des votes                                                | 444 563                                                        | 100 %                                                          |
|                                                                | Les Démocrates conservent                                      |                                                                |                                                                |                                                                |

### 2022
| Primaire Démocrate de 2022 du 4e district congressionnel de Pennsylvanie | Primaire Démocrate de 2022 du 4e district congressionnel de Pennsylvanie | Primaire Démocrate de 2022 du 4e district congressionnel de Pennsylvanie | Primaire Démocrate de 2022 du 4e district congressionnel de Pennsylvanie | Primaire Démocrate de 2022 du 4e district congressionnel de Pennsylvanie |
| ------------------------------------------------------------------------ | ------------------------------------------------------------------------ | ------------------------------------------------------------------------ | ------------------------------------------------------------------------ | ------------------------------------------------------------------------ |
| Parti                                                                    | Parti                                                                    | Candidat                                                                 | Votes                                                                    | %                                                                        |
|                                                                          | Démocrate                                                                | Madeleine Dean (sortante)                                                | 96 732                                                                   | 100 %                                                                    |

| Primaire Républicaine de 2022 du 4e district congressionnel de Pennsylvanie | Primaire Républicaine de 2022 du 4e district congressionnel de Pennsylvanie | Primaire Républicaine de 2022 du 4e district congressionnel de Pennsylvanie | Primaire Républicaine de 2022 du 4e district congressionnel de Pennsylvanie | Primaire Républicaine de 2022 du 4e district congressionnel de Pennsylvanie |
| --------------------------------------------------------------------------- | --------------------------------------------------------------------------- | --------------------------------------------------------------------------- | --------------------------------------------------------------------------- | --------------------------------------------------------------------------- |
| Parti                                                                       | Parti                                                                       | Candidat                                                                    | Votes                                                                       | %                                                                           |
|                                                                             | Républicain                                                                 | Christian Nascimento                                                        | 47 178                                                                      | 68,8                                                                        |
|                                                                             | Républicain                                                                 | Daniel Burton Jr.                                                           | 21 347                                                                      | 31,2                                                                        |

| Élection de 2022 du 4e district congressionnel de Pennsylvanie | Élection de 2022 du 4e district congressionnel de Pennsylvanie | Élection de 2022 du 4e district congressionnel de Pennsylvanie | Élection de 2022 du 4e district congressionnel de Pennsylvanie | Élection de 2022 du 4e district congressionnel de Pennsylvanie |
| -------------------------------------------------------------- | -------------------------------------------------------------- | -------------------------------------------------------------- | -------------------------------------------------------------- | -------------------------------------------------------------- |
| Parti                                                          | Parti                                                          | Candidat                                                       | Votes                                                          | %                                                              |
|                                                                | Démocrate                                                      | Madeleine Dean (sortante)                                      | 224 799                                                        | 61,3                                                           |
|                                                                | Républicain                                                    | Christian Nascimento                                           | 141 986                                                        | 38,7                                                           |
|                                                                | Libertarien                                                    | Juriss Kallatar (write-in)                                     | 0                                                              | 0,0                                                            |
| Total des votes                                                | Total des votes                                                | Total des votes                                                | 366 785                                                        | 100 %                                                          |
|                                                                | Les Démocrates conservent                                      |                                                                |                                                                |                                                                |

### 2024
| Primaire Démocrate de 2024 du 4e district congressionnel de Pennsylvanie | Primaire Démocrate de 2024 du 4e district congressionnel de Pennsylvanie | Primaire Démocrate de 2024 du 4e district congressionnel de Pennsylvanie | Primaire Démocrate de 2024 du 4e district congressionnel de Pennsylvanie | Primaire Démocrate de 2024 du 4e district congressionnel de Pennsylvanie |
| ------------------------------------------------------------------------ | ------------------------------------------------------------------------ | ------------------------------------------------------------------------ | ------------------------------------------------------------------------ | ------------------------------------------------------------------------ |
| Parti                                                                    | Parti                                                                    | Candidat                                                                 | Votes                                                                    | %                                                                        |
|                                                                          | Démocrate                                                                | Madeleine Dean (sortante)                                                | 78 235                                                                   | 100 %                                                                    |

| Primaire Républicaine de 2024 du 4e district congressionnel de Pennsylvanie | Primaire Républicaine de 2024 du 4e district congressionnel de Pennsylvanie | Primaire Républicaine de 2024 du 4e district congressionnel de Pennsylvanie | Primaire Républicaine de 2024 du 4e district congressionnel de Pennsylvanie | Primaire Républicaine de 2024 du 4e district congressionnel de Pennsylvanie |
| --------------------------------------------------------------------------- | --------------------------------------------------------------------------- | --------------------------------------------------------------------------- | --------------------------------------------------------------------------- | --------------------------------------------------------------------------- |
| Parti                                                                       | Parti                                                                       | Candidat                                                                    | Votes                                                                       | %                                                                           |
|                                                                             | Républicain                                                                 | David Winkler                                                               | 43 625                                                                      | 100 %                                                                       |

| Élection de 2024 du 4e district congressionnel de Pennsylvanie | Élection de 2024 du 4e district congressionnel de Pennsylvanie | Élection de 2024 du 4e district congressionnel de Pennsylvanie | Élection de 2024 du 4e district congressionnel de Pennsylvanie | Élection de 2024 du 4e district congressionnel de Pennsylvanie |
| -------------------------------------------------------------- | -------------------------------------------------------------- | -------------------------------------------------------------- | -------------------------------------------------------------- | -------------------------------------------------------------- |
| Parti                                                          | Parti                                                          | Candidat                                                       | Votes                                                          | %                                                              |
|                                                                | Démocrate                                                      | Madeleine Dean (sortante)                                      | TBD                                                            | TBD                                                            |
|                                                                | Républicain                                                    | David Winkler                                                  | TBD                                                            | TBD                                                            |
| Total des votes                                                | Total des votes                                                | Total des votes                                                | TBD                                                            | 100 %                                                          |
|                                                                |                                                                |                                                                |                                                                |                                                                |